# Ровица
Ровица е бивше село в Егейска Македония, Гърция, на територията на дем Костур, област Западна Македония.

## География
Селото е било разположено в землището на Бабчор.

## История
Селото се смята, че е изоставено в размирното време в края на първата половина на XVIII век при конфликта на албанските феодали с централната власт. Жителите на селото заедно с околните Козяк и Круша основали според преданието Бабчор.